# Ятаган
Вижте пояснителната страница за други значения на Ятаган.
Ятаганът (на турски: yatağan) е турско мушкащо и сечащо хладно оръжие.

## Описание
По дължина е нещо средно между сабя и кинжал. Той е леко и двойно извит, острието му е от вътрешната страна на извивката.
Използва се също като метателно оръжие. Според руската „Детская военная энциклопедия“ може да прелети и се забие в дървена мишена на разстояние 30 метра, което обаче експериментално не се доказва.

## История
Появява се в Османската империя в средата на XVI век и се използва до края на XIX век.
Има градче Ятаган в Турция, Егейски регион. В стари времена майстори от градчето и неговия район са прочути с изковаването на оръжия, подобни на „палата“, но по-тесни и извити. Тогава започват да наричат оръжията по името на градчето.